# Comedy Cellar

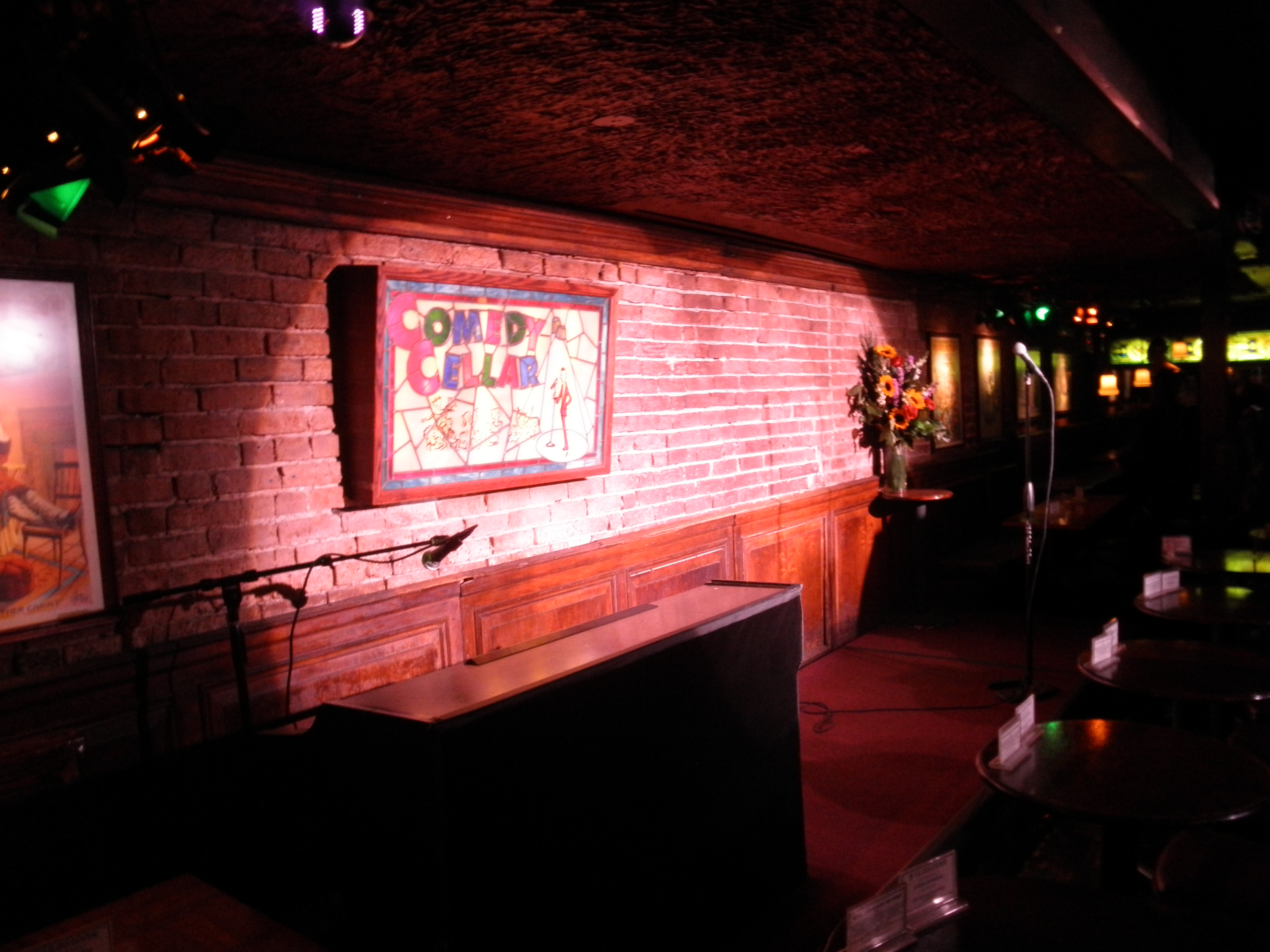
Comedy Cellars scen.

Comedy Cellar är en amerikansk  ståuppkomikklubb belägen i Greenwich Village på Manhattan i New York. Den grundades 1982 av den dåvarande ståuppkomikern och nuvarande manusförfattaren och teveproducenten Bill Grundfest. Adressen är Macdougal Street 113 vilket ligger mellan West 3rd Street och Minetta Lane.
Comedy Cellar använder sig av ett format där fem till sju ståuppkomiker uppträder i ungefär tjugo minuter var under en sittning. Det är två sittningar måndag till torsdag och söndag och tre sittningar på fredagar och lördagar.
New York Post har vid flera tillfällen utsett Comedy Cellar till New Yorks bästa klubb för ståuppkomik. Jerry Seinfelds film om ståuppkomik, Comedian, är till stora delar inspelad på klubben.